# Романовский, Гела Алексеевич
Гела Алексеевич Романовский (30 октября 1977, Зугдиди, Грузинская ССР) — продюсер, педагог, общественный деятель. Почетный творческий деятель Российской Федерации (2014), член Российской Академии музыки, член Российского культурологического общества..

## Биография
Гела Романовский родился в 1977 году в городе Зугдиди Грузинской ССР.
С 1982 по 1991 год являлся участником детской шоу-группы «Оцнеба» (клавишные, вокал). В 1989 году окончил Зугдидскую музыкальную школу № 2 по классу фортепиано.
В 1992 году переехал в Самару, где в 1994 году окончил с золотой медалью среднюю школу № 67 и заочно Московский народный университет искусств (специальность — аранжировка для эстрадного ансамбля). В 2000 году стал выпускником Самарской государственной экономической академии.
В 2002 году переехал в Москву. В 2009 году прошёл профессиональную переподготовку в Государственном Университете Управления по специальности «Менеджмент в музыкальной индустрии», а в 2010 году получил второе высшее образование по специальности «Юриспруденция». 
В 2022 году окончил магистратуру и стал аспирантом Российской академии народного хозяйства и государственной службы при Президенте Российской Федерации по программе "Государственное и муниципальное управление в сфере культуры, образования и науки". 

## Деятельность
- С 1995 года по 2004 год — Президент Регионального Грузинского культурного центра «САМШОБЛО»[1][2]
- С 1996 года по 1998 год — Председатель Правления Регионального Благотворительного фонда содействия социальной реабилитации осужденных и защиты персонала уголовно-исполнительной системы «ДОВЕРИЕ»
- С 2005 года по настоящее время — Генеральный директор Продюсерского центра «SAV Production»[3]
- С 2007 года по настоящее время — Генеральный директор Звукозаписывающего лейбла «J.O.B. Recording»
- С 2014 года — Преподаватель Государственного высшего учебного заведения федерального подчинения «Государственный Университет Управления»
- В 2014 году Г. А. Романовскому присвоено звание «Почетный творческий деятель Российской Федерации»
- С 2015 года — Генеральный директор Транснациональной Корпорации «SAV Production»
- С 2018 года - Исполнительный директор Корпорации PMI
- С 2020 года - Коммерческий директор МТС Энтертейнмент